# Али Риза Чевик
Али Риза Чевик (на турски: Ali Rıza Çevik) е османски и турски администратор.

## Биография
Роден е в 1888 година в Солун, Османската империя. Завършва средно военно училище в родния си град. През юли 1909 година завършва училището Мюлкие и на 9 септември постъпва на работа в Косовския вилает. Каймакам е на Велес и Крива паланка. На 11 май 1914 година става каймакам на Сиврихисар, а на 13 декември 1916 година на Пергам. На 15 декември 1919 година е прехвърлен в Кешан. Напуска служба и 9 години се занимава с търговия в Ескишехир. На 27 юли 1927 година става каймакам на Сиврихисар, на 4 февруари 1930 година на Бейоглу, а 30 септември 1930 година мюдюр на истанбулската полиция. През април 1932 година става заместник-валия на Истанбул. През 1935 година става валия на Газиантеп. От 17 юли 1939 г. до 11 юли 1941 г. е началник на Главна дирекция за сигурност. На 31 май 1941 година става заместник-министър на вътрешните работи. На 25 май 1942 година става губернатор на Маниса, където със собствени средства изгражда училище. Пенсионира се в 1949 година.
Умира на 3 май 1953 година.